# Pherupur Ramkhera
Pherupur Ramkhera – wieś w Indiach, w stanie Uttarakhand. W 2011 roku liczyła 4575 mieszkańców.